# Cataclase
Cataclase (do grego κατάκλασις, katáklasis, "quebra", "fratura") é um termo usado em geologia para descrever o processo de metamorfismo dinâmico que leva ao quebramento e deformação dos grãos minerais, enquanto no estado frágil (rúptil), e conduz à formação das rochas cataclásticas. O processo leva à deformação da rocha, com fraturamentos e rotações de seus constituintes, sem recristalizações minerais significativas.

## Descrição
A cataclase é um processo de alteração das rochas no interior de uma falha geológica que leva à rutura dos minerais individuais numa rocha causadas pela ação tectónica. É feita uma distinção entre brechas de falha (gama macro) e microbrechas (gama micro) de acordo com o tamanho dos fragmentos. As rochas com uma estrutura cataclástica são designadas por cataclasitos
O metamorfismo dinâmico (ou metamorfismo cataclástico) leva a que os componentes minerais com comportamento (reologia) frágil, predominantemente rúptil ou quebradiço, se alterem durante a ação metamórfica, gerando texturas de degradação, com grãos minerais rotacionados, encurvados, fissurados e quebrados em grãos menores (sub-grãos) e com crescimento metamórfico muito limitado ou inexistente.
O padrão criado por uma cataclase é designado por tecido cataclástico. Se a rutura ocorre antes da solidificação final de um magma, é designado por protoclase.